# Der Seewolf (1958)
Der Seewolf (Originaltitel: Wolf Larsen) ist ein US-amerikanischer Abenteuerfilm aus dem Jahr 1958 nach dem gleichnamigen Roman von Jack London mit Barry Sullivan in der Hauptrolle. Regie führte Harmon Jones.

## Handlung
Ein geiziger Schiffskapitän hält seine Mannschaft unter seiner autokratischen Fuchtel, während er seine kultiviertere Seite auslebt. Doch als seine Männer meutern, zwingt Larsen den kultivierten Van Weyden dazu, ihm bei der Niederschlagung des Aufstandes zu helfen. 

## Synchronisation
| Rolle               | Darsteller     | Synchronsprecher  |
| ------------------- | -------------- | ----------------- |
| Wolf Larsen         | Barry Sullivan | Arnold Marquis    |
| Humphrey Van Weyden | Peter Graves   | Niels Clausnitzer |
| Kristina            | Gita Hall      | Rosemarie Fendel  |
| Mugridge            | Thayer David   | Werner Lieven     |
| Johnson             | John Alderson  | Klaus W. Krause   |
| Leach               | Jack Grinnage  | Werner Uschkurat  |

## Erstaufführung
In den USA hatte der Film seine Premiere am 26. Oktober 1958, in der Bundesrepublik Deutschland lief er zum ersten Mal am 16. Oktober 1959.